# Višesava
Višesava (Servisch cyrillisch Вишесава) is een plaats in de Servische gemeente Bajina Bašta. De plaats telt 1566 inwoners (2002).